# Ordinul mizericordian
| Ordinul Mizericordian | Ordinul Mizericordian                    |
| --------------------- | ---------------------------------------- |
|                       |                                          |
| Nume oficial          | Ordo Hospitalarius Sancti Ioannis de Deo |
| Nume popular          | Mizericordieni                           |
| Fondator              | Ioan al lui Dumnezeu, Roma               |
| Data înființării      | 1572                                     |
| Apartenența           | Biserica Catolică                        |
| Sigla                 | OH                                       |
| Statut canonic        | Ordin religios                           |
| Total membri          | 1.000 cca.                               |
| Sit oficial           | https://www.sjog-na.org/                 |
| Ordine religioase     |                                          |

Ordinul Ospitalier al Sfântului Ioan al lui Dumnezeu, acronim O.H., este un ordin călugăresc romano-catolic înființat în 1572. Călugării aparținători ai acestui ordin sunt cunoscuți drept frații milostivi sau mizericordieni (în spațiul de limbă italiană Fatebenefratelli, în spațiul de limbă engleză Brothers of Mercy, iar în spațiul de limbă germană Barmherzige Brüder). Ordinul deține pe plan mondial 389 de centre medicale și farmacii, răspândite în 46 de țări.
În România au activat la Timișoara și Oradea, unde au întreținut Spitalul Mizericordienilor din Timișoara respectiv Spitalul Mizericordienilor din Oradea, amândouă naționalizate de autoritățile comuniste în anul 1949. 
Biserica Mizericordienilor din Timișoara este folosită din 1990 ca biserică română unită (greco-catolică).